# Георги Минов (печатар)
Георги Минов или Минев е царибродски търговец, печатар, издател, общественик.

## Биография
Роден е през втората половина на 19 век в Пирот в границите на Османската империя. Отстъпването на града и околностите му на Княжество Сърбия през 1878 г. води до преселническа вълна от местни жители към вече свободна България.
Особено многобройна е пиротската колония в съседното гранично българско градче Цариброд. Там се установява и Георги Минов. Нарежда се сред най-влиятелните търговци в околията. Минов заедно с Михаил Хаджиев отварят печатница "Минов-Хаджиев", където през 1909-та започва издаването на седмичния в-к „Нишава“ с главен редактор Михаил Хаджиев. Името на печатницата е изписано и на последната 4-та стр., най-долу, в център. Същата година издават и първата отпечатана в Цариброд книга с автор Христо Гоцин, озаглавена „Стихове и проза“. На първа страница е отпечатана реклама за нея, а читателите могат да закупят сбирката на цена от 20 ст.
От реклама върху страниците на седмичника става ясно, че Минов притежава магазин „Промишленост“, предлагащ учебни помагала и канцеларски пособия, колониални стоки, селскостопански уреди, шевни машини и велосипеди на разсрочено плащане. Резултатите от общинските избори в Цариброд от 1911 г. отреждат място на печатаря в училищното настоятелство от групата на народняците. Минов е и овощар. Неговата образцова градина до царибродско село прави силно впечатление на посетил я агроном особено с насажденията от подобрен сорт сливи. Има заслуга местното училище да прерастне в Царибродска непълна смесена гимназия.
През 1912 г. Минов и Михаил Хаджиев прекратяват своите бизнес отношения, като ф-ма „Михаил Хаджиев“ поема изцяло печатницата, книжарските услуги и издаването на в-к „Нишава“. 7 години по-късно именно същата печатница под търговското наименование "Печатница на братя Хаджиеви - Цариброд" започва да отпечатва и сп. "Клопотар" в Цариброд.
Подписът на Georges Mineff, libraire à Tzaribrode стои под адрес-плебисцит от видни пиротчани в Царство България до САЩ и Антантата с призив родният им край да не бъде връщан под сръбска власт. След 1919 г. Минов продължава да издава пощенски картички с изгледи от Цариброд, като вече изписва името си според Сръбския закон. Не е известна годината, когато се преселва да живее в гр. Лом.